# スキャップトラスト
株式会社スキャップトラスト（ScapTrust）は、かつて東京都渋谷区神宮前に本社を置いていた日本のコンピュータゲームの企画、開発、販売会社。
1986年にクリスタルソフト、システムサコム、システムソフト、シンキングラビット、ハミングバードソフト、ビーピーエス、ボーステック、マイクロキャビンの8社による共同出資で設立された。
数本のゲームソフトを発売し、倒産した。

## 会社概要
- 設立 1986年7月1日

## 作品

### オリジナル作品
- ガルフォース 創世の序曲 （1987年6月、PC-88・FM-7・X1・MSX2） - 当時の人気OVA『ガルフォース』を題材にしたアドベンチャーゲーム。開発の中心は、アドベンチャーゲームで数多くの実績を持つマイクロキャビンが担当した。
- スターシップランデブー （1988年、PC-88・MSX2） - 開発はアークライトが担当。
- 紫禁城 （1990年、PC-88・X68・MSX2） - 麻雀牌を使用したパズルゲーム。1991年にサン電子からメガドライブ版・ゲームギア版が、東映動画からファミリーコンピュータ版が、2004年にメディアカイトからWindows版が発売。

### 他社作品移植
- クリムゾン（1988年、MSX2） - 1987年にクリスタルソフトが発売したロールプレイングゲーム。
- ディープダンジョン 魔洞戦記（1988年、MSX2） - 1986年にスクウェアが発売したロールプレイングゲーム。
- ディープダンジョンII 勇士の紋章（1988年、MSX2） - 1987年にスクウェアが発売したロールプレイングゲーム。

### 発売中止
- ガルフォース 虹のかなたに… - アクションゲーム。設立当時から開発が進められていたが、発売中止。
- ガルフォース 怒涛のカオス - ロールプレイングゲーム。設立当時から開発が進められていたが、発売中止。
- ベトナム1968 - シミュレーションゲーム。1988～89年頃にかけて雑誌媒体でPC-98版の画面写真入り記事が掲載されていたが、発売中止？